# 4563 Kahnia
4563 Kahnia este un asteroid din centura principală, descoperit pe 17 iulie 1980 de Edward Bowell.